# Museo Taurino de Valencia
Das Museo Taurino de Valencia (Deutsch: Stierkampfmuseum Valencias) wurde 1929 als erstes Stierkampfmuseum der Welt gegründet und ist eines der größten seiner Art in Spanien. Das Museum befindet sich in einer Nebenstraße der großen Stierkampfarena und thematisiert direkt vor Ort 300 Jahre Geschichte des Stierkampfes in Valencia.

## Ausstellung
Das Museum umfasst eine große permanente Ausstellung, die vor allem dem Vermächtnis des Stierkampffans Luis Moroder Peiró entstammt, der seine umfangreiche Sammlung von Stierkampfobjekten und -büchern dem Provinziallandtag vererbte. Hinzu kommt eine private Sammlung des berühmten Toreros José Bayard Badila, die die Museumsgrundlage schuf.
In der Halle der ständigen Ausstellungen kann man die Geschichte des valencianischen Stierkampfes in chronologischer Reihenfolge sehen. Neben Exponaten wie Fotos von vergangenen Stierkämpfen gibt es antiquarische Werbeplakate aus dem 19. Jahrhundert. Der Besucher kann zudem prachtvolle, originale Kleidungsstücke der Toreros betrachten.